# Euglypta attenuata
Euglypta attenuata är en skalbaggsart som beskrevs av Mohnike 1873. Euglypta attenuata ingår i släktet Euglypta och familjen Cetoniidae. Inga underarter finns listade i Catalogue of Life.